# Route nationale 515a
La route nationale 515A ou RN 515A était une route nationale française reliant Moûtiers à Saint-Martin-de-Belleville.
À la suite de la réforme de 1972, elle a été déclassée en RD 915A avant de devenir RD 117. Au-delà de Saint-Martin-de-Belleville, elle est prolongée par la RD 117 en direction de Val Thorens.

## Ancien tracé de Moûtiers à Saint-Martin de Belleville (D 117)
- Moûtiers
- Saint-Jean-de-Belleville
- Saint-Martin-de-Belleville